# Honkasaari (ö i Finland, Norra Karelen, Pielisen Karjala, lat 63,74, long 29,42)
Honkasaari är en ö i Finland. Den ligger i sjön Kolkonjärvi och i kommunen Nurmes i den ekonomiska regionen  Pielinen-Karelen  och landskapet Norra Karelen, i den centrala delen av landet, 500 km nordost om huvudstaden Helsingfors. Öns area är 0,4 hektar och dess största längd är 100 meter i nord-sydlig riktning.